# 愛知東農業協同組合
愛知東農業協同組合（あいちひがしのうぎょうきょうどうくみあい）は、奥三河に位置する愛知県新城市と北設楽郡設楽町、東栄町、豊根村を管轄する農業協同組合である。略称は「JA愛知東」。
1993年（平成5年）10月に愛知東農業協同組合が設立。2002年（平成14年）10月に新城市と南設楽郡鳳来町、作手村を管轄していた愛知東農業協同組合と北設楽郡設楽町、東栄町、豊根村、富山村、津具村を管轄していたやまびこ農業協同組合が合併し現法人となる。

## 概要
※特記のないものは2018年3月31日現在

### 代表者
※2019年1月1日より
- 代表理事会長：河合勝正[2]
- 代表理事組合長：海野文貴[2]

### 組合員数
- 14,505人（正：8,066人、准：6,439人）[2]

### 出資金
- 9億7,145万円[2]

### 職員数
- 382人[2]

## 沿革
- 1993年（平成5年）10月 - 新城市、鳳来町、作手村にあった3JAの合併により発足[3]。
- 2002年（平成14年）10月 - やまびこ農業協同組合と合併[3]。
- 2013年（平成25年）4月1日 - Aコープ新城、Aコープ作手、Aコープ八名の3店舗を県域共同出資会社「株式会社エーコープあいち」に経営移管[4]。

## 店舗
- 新城市（本店、ちさと支店、八名支店、長篠支店、大野支店、鳳来寺支店、作手支店、山吉田店、川合店、北部店、東郷店、中央店）
- 設楽町（設楽支店、津具支店、名倉店）
- 東栄町（東栄支店）
- 豊根村（豊根店）

### 給油所

#### 現在ある給油所
八名、新城西部（セルフ）、作手、北部、長篠（セルフ）、設楽、東栄、豊根、津具

#### 過去あった給油所
長楽（現・JA整備工場）

### Aコープ・産直店
- Aコープしんしろ、Aコープ作手、グリーンセンターしんしろ、こんたく長篠、東栄直売所（2024年9月末で閉店[5]）、こんにゃく村・直売所

### 農営センター
- 新城、八名、鳳来、作手、北設、名倉、新城農機センター、作手農機センター

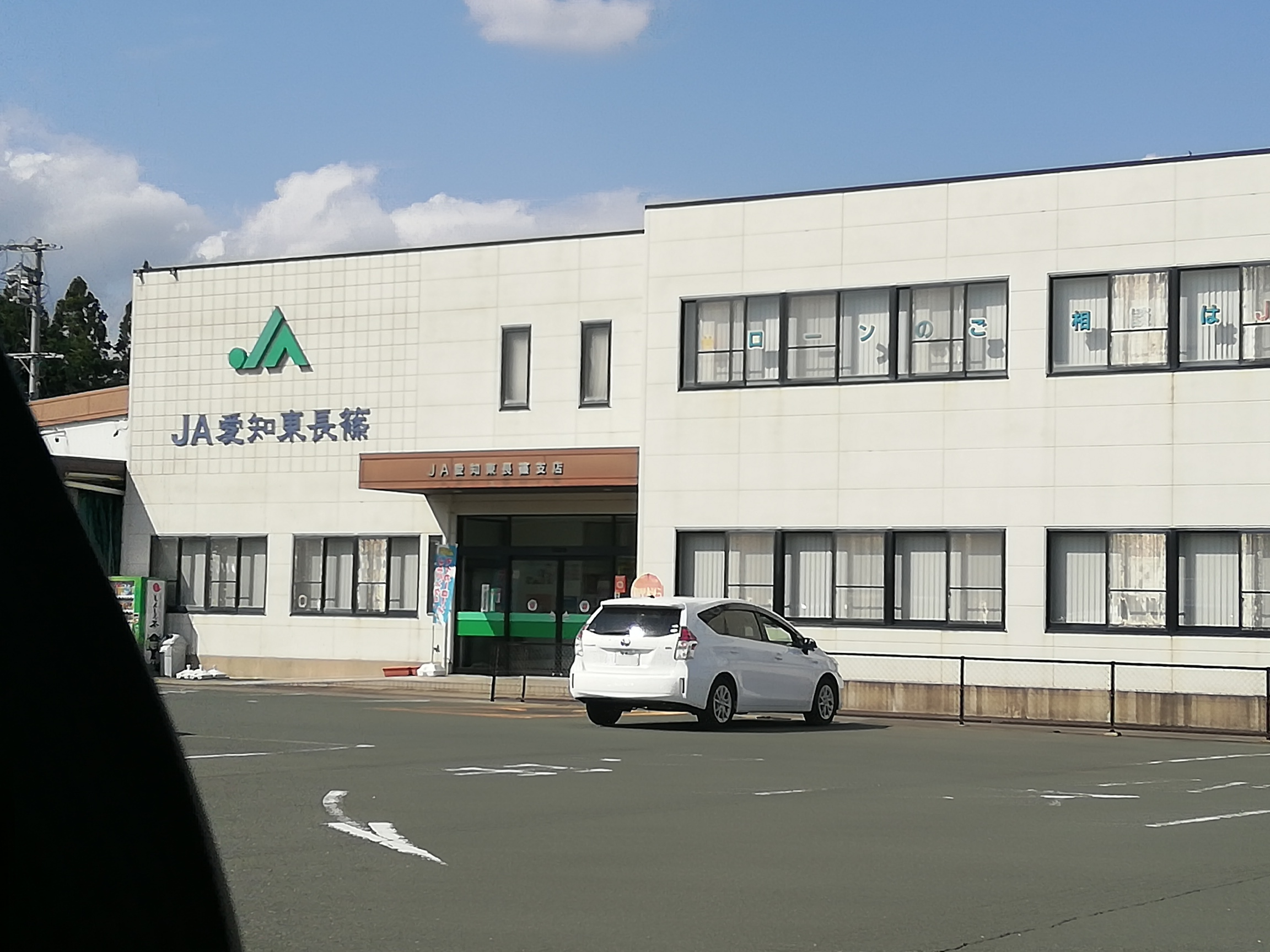
長篠支店
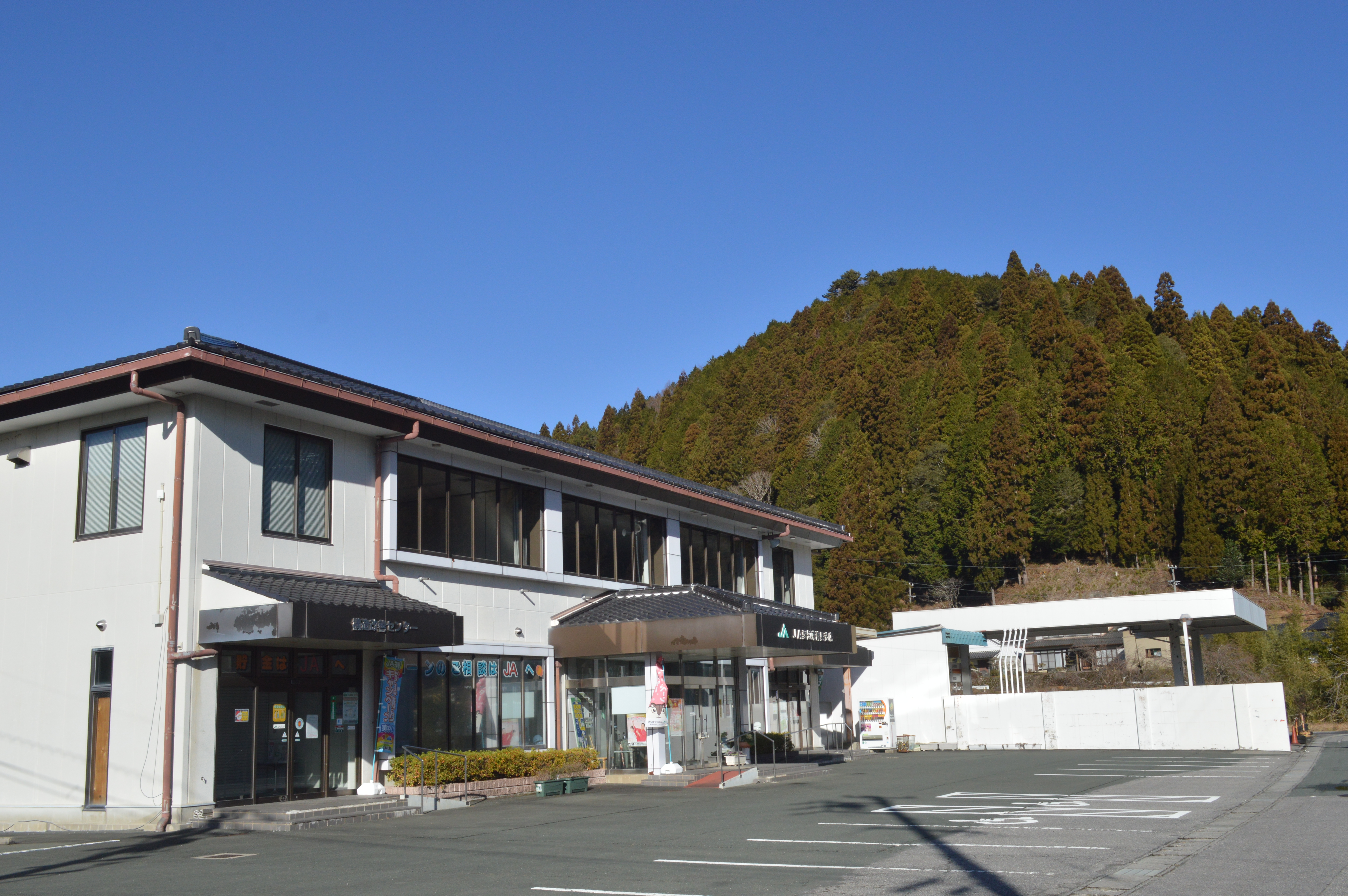
津具支店
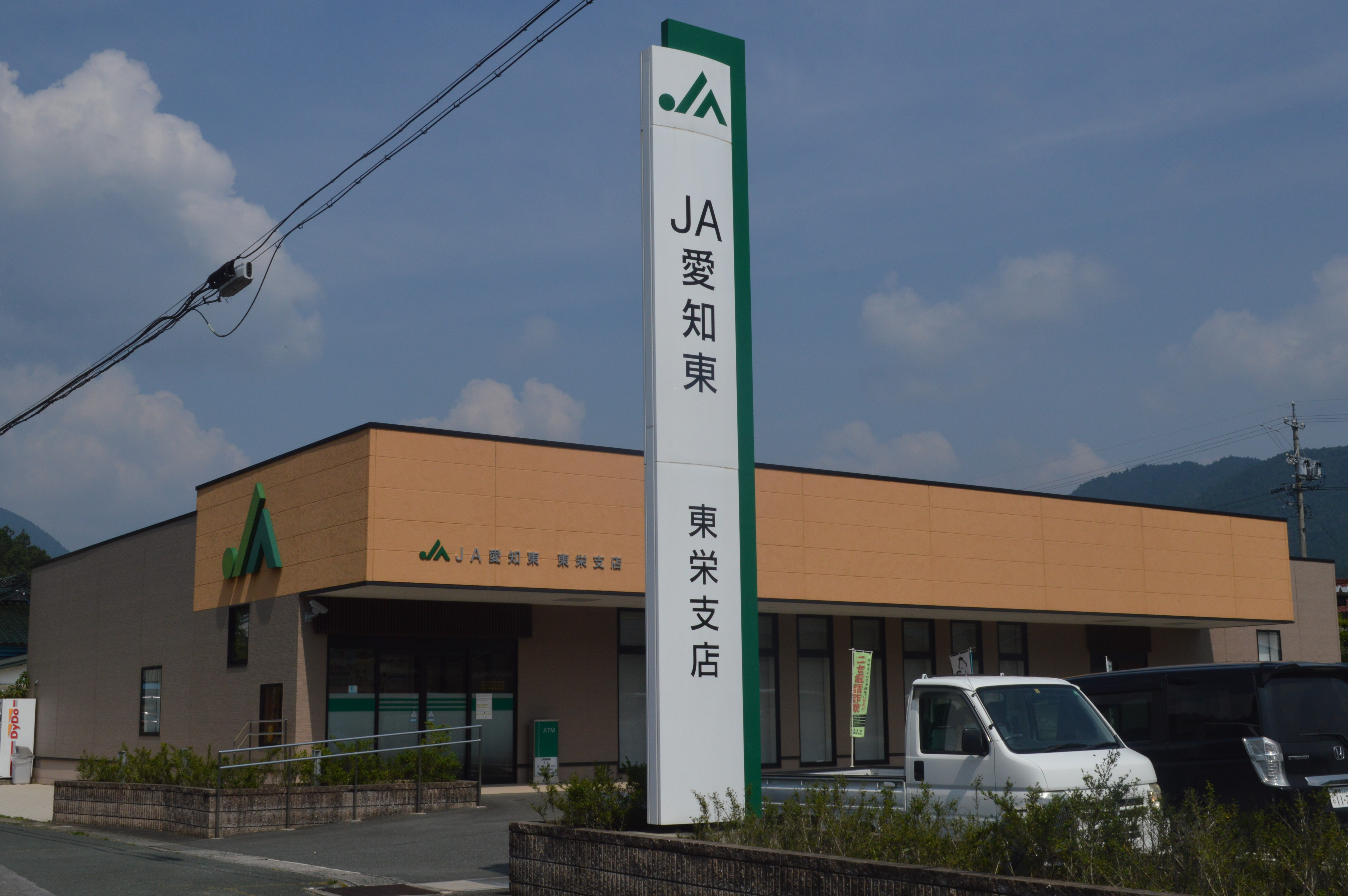
東栄支店
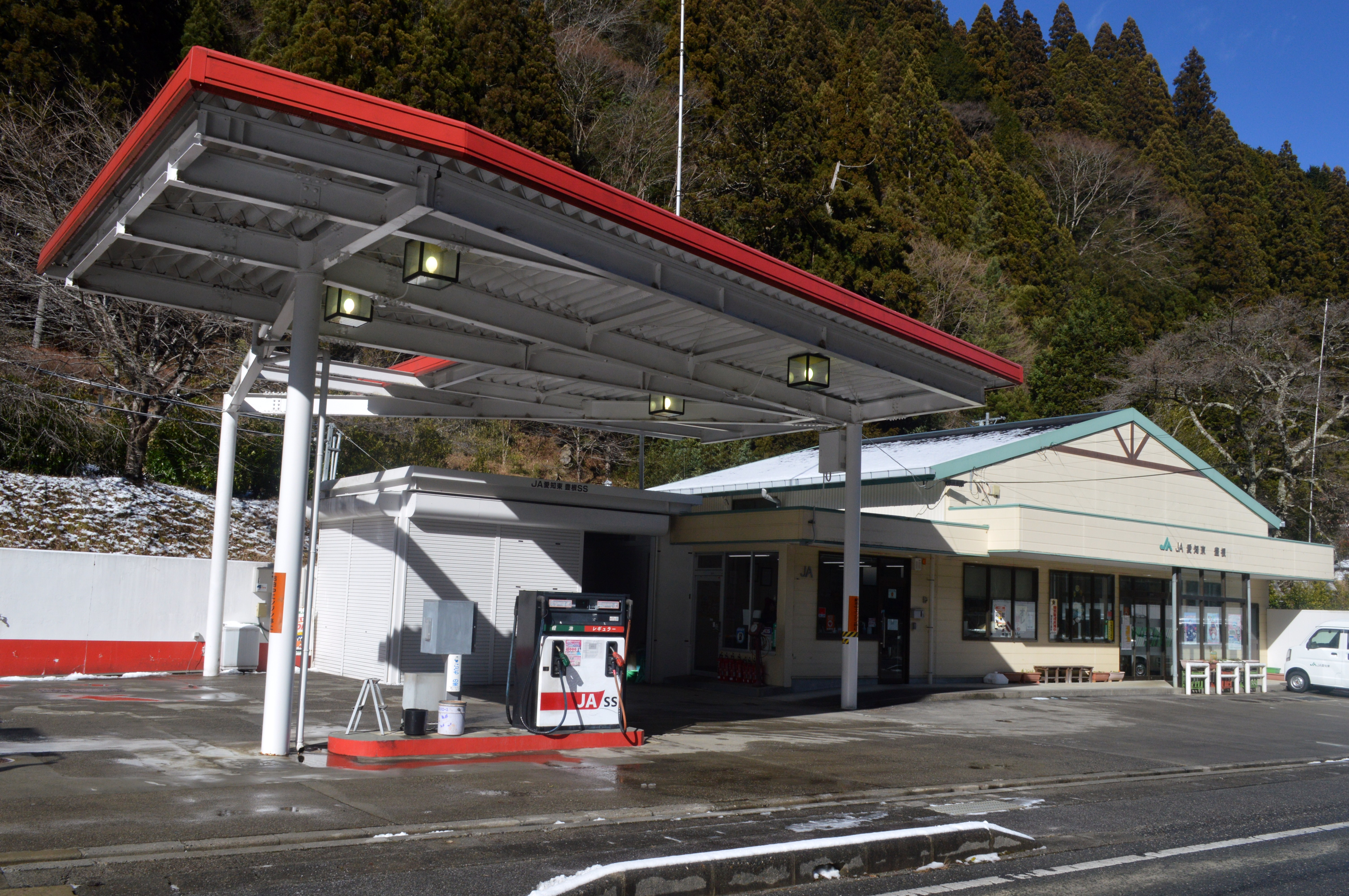
豊根店と豊根給油所
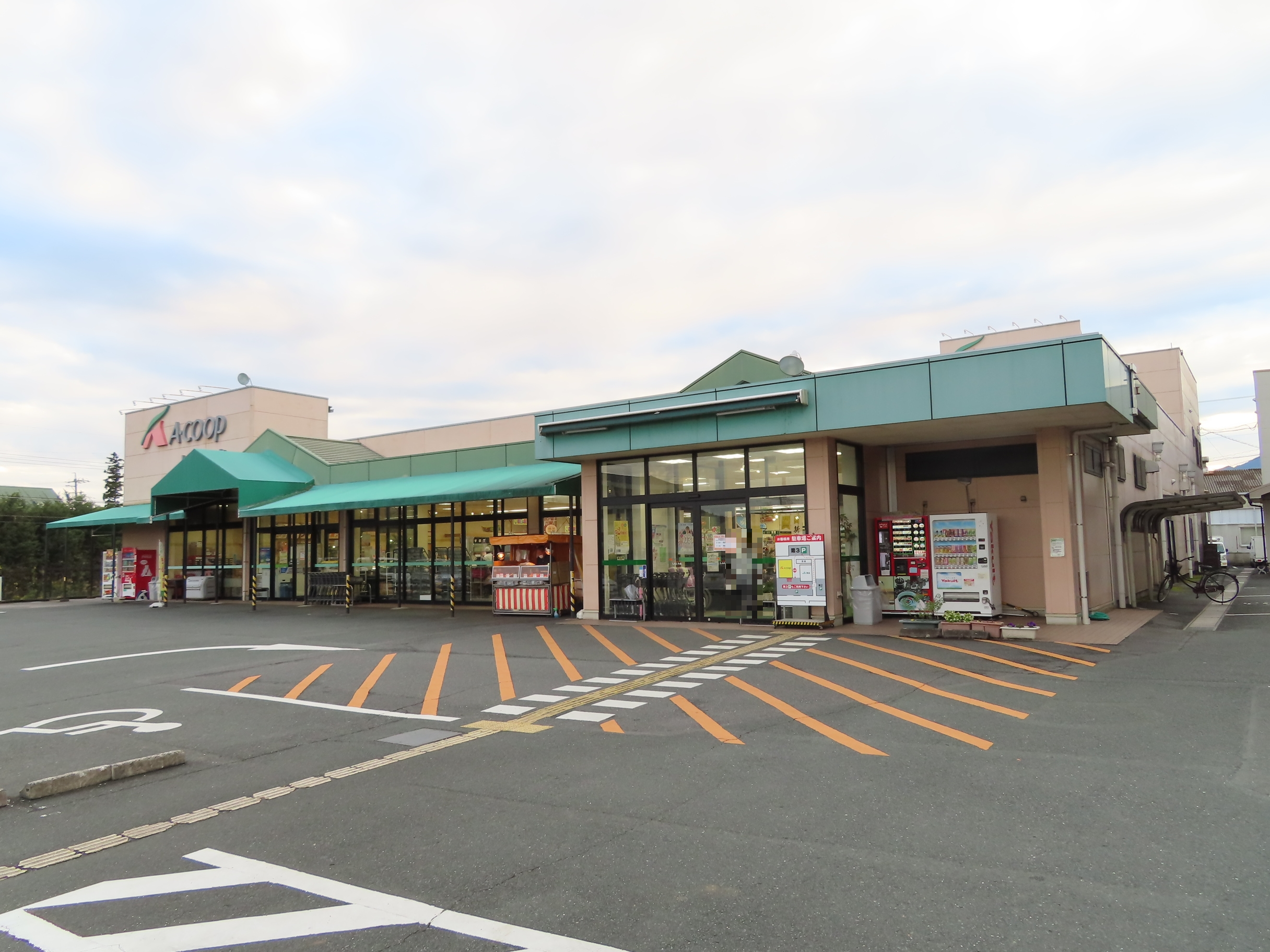
Aコープしんしろ

## 関連会社
- 有限会社あぐり奥三河